# Chyliza sasophila
Chyliza sasophila är en tvåvingeart som beskrevs av Shatalkin 1998. Chyliza sasophila ingår i släktet Chyliza och familjen rotflugor. Inga underarter finns listade i Catalogue of Life.